# Lingua cunama
La lingua cunama o kunama è una lingua nilo-sahariana parlata in Eritrea ed Etiopia

## Distribuzione geografica
Secondo l'edizione 2022 di Ethnologue, è parlata da 187.000 persone in Eritrea, a cui si aggiungono un paio di migliaia di locutori in Etiopia.

## Grammatica
Il cunama è una lingua Soggetto Oggetto Verbo.

## Sistema di scrittura
Per la scrittura viene utilizzato l'alfabeto latino.